# Championnats du monde de triathlon 1997
Les Championnats du monde de triathlon 1997 présentent les résultats des championnats mondiaux de Triathlon en 1997 organisés par la fédération internationale de triathlon.
Ces 9e championnats se sont déroulés à Perth en Australie le 16 novembre 1997.

## Résultats

### Élite

#### Hommes
| Rang   | Athlète         | Nationalité      | Natation    | T1         | Vélo        | T2   | Course à pied | Temps           |
| ------ | --------------- | ---------------- | ----------- | ---------- | ----------- | ---- | ------------- | --------------- |
| Or     | Chris McCormack | Australie        | 18 min 48 s | 51 s       | 58 min 24 s | ?    | 29 min 32 s   | 1 h 48 min 29 s |
| Argent | Hamish Carter   | Nouvelle-Zélande | 18 min 50 s | 52 s       | 58 min 22 s | 51 s | 29 min 46 s   | 1 h 48 min 42 s |
| Bronze | Simon Lessing   | Royaume-Uni      | 18 min 40 s | 1 min 00 s | 58 min 24 s | 58 s | 30 min 04 s   | 1 h 49 min 07 s |
| 4      | Brad Beven      | Australie        | 18 min 44 s | 51 s       | 58 min 28 s | 51 s | 30 min 41 s   | 1 h 49 min 39 s |
| 5      | Greg Bennett    | Australie        | 18 min 49 s | 54 s       | 58 min 21 s | 53 s | 30 min 48 s   | 1 h 49 min 47 s |
| 6      | Greg Welch      | Australie        | 19 min 02 s | 57 s       | 59 min 24 s | 54 s | 29 min 37 s   | 1 h 49 min 55 s |
| 7      | Paul Amey       | Royaume-Uni      | 19 min 18 s | 56 s       | 59 min 08 s | 52 s | 29 min 44 s   | 1 h 50 min 00 s |
| 8      | Stéphane Poulat | France           | 18 min 52 s | 54 s       | 58 min 19 s | 58 s | 31 min 05 s   | 1 h 50 min 09 s |
| 9      | Simon Whitfield | Canada           | 19 min 53 s | 54 s       | 58 min 40 s | 52 s | 29 min 51 s   | 1 h 50 min 13 s |
| 10     | Jamie Hunt      | Nouvelle-Zélande | 19 min 54 s | 53 s       | 58 min 39 s | 53 s | 29 min 56 s   | 1 h 50 min 17 s |

#### Femmes
| Rang   | Athlète                    | Nationalité | Natation    | T1         | Vélo            | T2         | Course à pied | Temps           |
| ------ | -------------------------- | ----------- | ----------- | ---------- | --------------- | ---------- | ------------- | --------------- |
| Or     | Emma Carney                | Australie   | 20 min 57 s | 58 s       | 1 h 03 min 31 s | 1 min 02 s | 34 min 40 s   | 1 h 59 min 22 s |
| Argent | Jackie Gallagher           | Australie   | 20 min 03 s | 1 min 02 s | 1 h 04 min 23 s | 58 s       | 35 min 55 s   | 1 h 59 min 36 s |
| Bronze | Michellie Jones            | Australie   | 21 min 01 s | 1 min 05 s | 1 h 04 min 49 s | 59 s       | 36 min 00 s   | 2 h 00 min 48 s |
| 4      | Marie Overbye              | Danemark    | 23 min 17 s | ?          | 1 h 05 min 08 s | ?          | 35 min 26 s   | 2 h 01 min 05 s |
| 5      | Isabelle Mouthon-Michellys | France      | 21 min 08 s | 1 min 00 s | 1 h 04 min 46 s | 1 min 00 s | 36 min 55 s   | 2 h 01 min 09 s |
| 6      | Anja Dittmer               | Allemagne   | 21 min 34 s | 59 s       | 1 h 04 min 16 s | 1 min 02 s | 33 min 50 s   | 2 h 01 min 44 s |
| 7      | Virginia Berasategui       | Espagne     | 20 min 42 s | 1 min 07 s | 1 h 03 min 41 s | 57 s       | 34 min 20 s   | 2 h 01 min 48 s |
| 8      | Rina Hill                  | Australie   | 19 min 31 s | 59 s       | 1 h 04 min 53 s | 57 s       | 36 min 56 s   | 2 h 01 min 54 s |
| 9      | Mieke Suys                 | Belgique    | 21 min 38 s | ?          | 1 h 10 min 38 s | ?          | 35 min 54 s   | 2 h 02 min 12 s |
| 10     | Magali Messmer             | Suisse      | 21 min 03 s | ?          | ?               | 1 min 09 s | 36 min 29 s   | 2 h 02 min 23 s |

### Junior

#### Hommes
| Rang   | Athlète             | Nationalité      | Natation    | T1         | Vélo            | T2         | Course à pied | Temps           |
| ------ | ------------------- | ---------------- | ----------- | ---------- | --------------- | ---------- | ------------- | --------------- |
| Or     | Andriy Glushchenko  | Ukraine          | 18 min 19 s | 51 s       | 1 h 02 min 41 s | 51 s       | 30 min 38 s   | 1 h 53 min 24 s |
| Argent | Andras Heczey       | Hongrie          | 18 min 38 s | 1 min 03 s | 1 h 02 min 19 s | 57 s       | 30 min 36 s   | 1 h 53 min 37 s |
| Bronze | Clemente Alonso     | Espagne          | 18 min 59 s | 57 s       | 1 h 01 min 57 s | 53 s       | 31 min 25 s   | 1 h 54 min 15 s |
| 4      | Ivan Rana           | Espagne          | 18 min 14 s | 58 s       | 1 h 02 min 42 s | 1 min 00 s | 32 min 00 s   | 1 h 54 min 59 s |
| 5      | Ralph Zeetsen       | Pays-Bas         | 19 min 48 s | 48 s       | 1 h 01 min 17 s | 53 s       | 32 min 25 s   | 1 h 55 min 16 s |
| 6      | Kris Gemmell        | Nouvelle-Zélande | 18 min 34 s | 1 min 04 s | 1 h 02 min 13 s | 48 s       | 32 min 41 s   | 1 h 55 min 25 s |
| 7      | Arturo Garza        | Mexique          | 19 min 42 s | 57 s       | 1 h 01 min 13 s | 48 s       | 32 min 52 s   | 1 h 55 min 38 s |
| 8      | Stuart Hayes        | Royaume-Uni      | 18 min 36 s | 1 min 06 s | 1 h 02 min 19 s | 51 s       | 32 min 49 s   | 1 h 55 min 44 s |
| 9      | Bryce Quirk         | Australie        | 18 min 54 s | 54 s       | 1 h 02 min 13 s | 51 s       | 33 min 02 s   | 1 h 55 min 58 s |
| 10     | Christopher Balleis | Allemagne        | 19 min 12 s | 57 s       | 1 h 01 min 39 s | 53 s       | 33 min 24 s   | 1 h 56 min 10 s |

#### Femmes
| Rang   | Athlète            | Nationalité      | Natation    | T1         | Vélo            | T2         | Course à pied | Temps           |
| ------ | ------------------ | ---------------- | ----------- | ---------- | --------------- | ---------- | ------------- | --------------- |
| Or     | Nicole Hackett     | Australie        | 18 min 56 s | 59 s       | 1 h 06 min 37 s | 49 s       | 38 min 05 s   | 2 h 05 min 31 s |
| Argent | Beth Thomson       | Royaume-Uni      | 20 min 22 s | 1 min 13 s | 1 h 06 min 55 s | 59 s       | 38 min 22 s   | 2 h 07 min 55 s |
| Bronze | Melanie Mitchell   | Australie        | 18 min 53 s | 1 min 03 s | 1 h 06 min 38 s | 51 s       | 40 min 59 s   | 2 h 08 min 28 s |
| 4      | Rebekah Keat       | Australie        | 20 min 53 s | 1 min 03 s | 1 h 08 min 55 s | 1 min 03 s | 37 min 43 s   | 2 h 09 min 39 s |
| 5      | Delphine Pelletier | France           | 20 min 53 s | 1 min 16 s | 1 h 08 min 42 s | 1 min 03 s | 38 min 01 s   | 2 h 09 min 58 s |
| 6      | Mariana Ohata      | Brésil           | 20 min 42 s | 1 min 06 s | 1 h 12 min 11 s | 58 s       | 36 min 55 s   | 2 h 11 min 55 s |
| 7      | Nicola Hoyle       | Australie        | 20 min 46 s | 1 min 03 s | 1 h 06 min 45 s | 1 min 11 s | 42 min 42 s   | 2 h 12 min 31 s |
| 8      | Estelle Patou      | France           | 23 min 16 s | 1 min 06 s | 1 h 08 min 14 s | 58 s       | 39 min 06 s   | 2 h 12 min 44 s |
| 9      | Jessica Harrison   | France           | 20 min 46 s | 1 min 13 s | 1 h 08 min 52 s | 1 min 01 s | 41 min 00 s   | 2 h 12 min 58 s |
| 10     | Heather Evans      | Nouvelle-Zélande | 20 min 24 s | 1 min 15 s | 1 h 09 min 17 s | 1 min 01 s | 41 min 37 s   | 2 h 13 min 35 s |

## Tableau des médailles
| Rang  | Nation           | Or | Argent | Bronze | Total |
| ----- | ---------------- | -- | ------ | ------ | ----- |
| 1     | Australie        | 3  | 1      | 2      | 6     |
| 2     | Ukraine          | 1  | 0      | 0      | 1     |
| 3     | Royaume-Uni      | 0  | 1      | 1      | 2     |
| 4     | Hongrie          | 0  | 1      | 0      | 1     |
| 4     | Nouvelle-Zélande | 0  | 1      | 0      | 1     |
| 6     | Espagne          | 0  | 0      | 1      | 1     |
| Total | Total            | 4  | 4      | 4      | 12    |